# Klinische neurofysiologie
Klinische neurofysiologie (KNF) is een medisch specialisme dat het perifere en het centrale zenuwstelsel bestudeert door het meten van elektrische activiteit. Metingen die door de klinische neurofysiologie worden uitgevoerd, zijn onder andere elektro-encefalografie (EEG), elektromyografie en polysomnografie. De metingen zijn gericht op het in kaart brengen van elektrische functionaliteit en activiteit van de hersenen, het ruggenmerg en de zenuwen in de ledematen en spieren. De metingen kunnen aantonen op welke plek er zich laesies bevinden, doordat abnormaliteiten in de hersenactiviteit inzichtelijk kunnen worden gemaakt. De KNF wordt dan ook vaak ingeschakeld ter aanvulling op neurologisch onderzoek.
In sommige landen valt KNF onder het specialisme neurologie. Dit is bijvoorbeeld het geval in Nederland, de Verenigde Staten en Duitsland. In andere landen, zoals Spanje, Portugal, Italië, het Verenigd Koninkrijk, Zweden, Finland en Noorwegen, vormt KNF een apart specialisme.